# カルメネール
カルメネール（仏：Carménère）は、フランス・ボルドーのメドック原産のワイン用ブドウ品種である。

## 概要
カベルネ系統の品種であり、カルメネールの名前は"crimson"（真紅）から来ている。これは、落葉の前の紅葉が鮮やかな赤色であるためである。ボルドーにおける伝統的なシノニムであるグランデ・ヴィドゥ（Grande Vidure）の名前でも知られているが、現在のEU規定ではこの名前での輸入は認められていない。カベルネ・ソーヴィニヨン、カベルネ・フラン、メルロー、マルベック、プティ・ヴェルドとともに、カルメネールはボルドー原産の6種のブドウのうちのひとつであると見なされている。
かつてはボルドーで、この品種から濃い赤色のワインが作られていたほか、プティ・ヴェルドのようにブレンドに使われることもあった。
現在においてはフランスでの栽培はほぼ見られず、この品種の世界最大の栽培地域はチリである。セントラル・ヴァレーにおいては、2009年に8800ヘクタール以上の栽培面積があった。このように、今日におけるカルメネールの大多数をチリ産が占めており、チリワインの伸長も相まって、この品種のブレンド用としてのポテンシャルの高さが実証されてきており、なかでもカベルネ・ソーヴィニヨンとの組み合わせで顕著である。
カルメネールは、イタリア東部のヴェネト州やフリウリ＝ヴェネツィア・ジューリア州でも栽培が見られるほか、小規模ではあるがカリフォルニア、ワラワラ、ノースカロライナ州のロッキンガム群といったアメリカの地域でも生産されている。

## 歴史

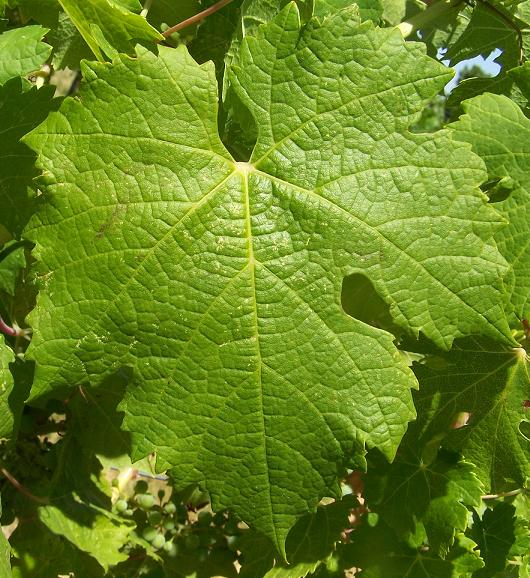
カルメネールの葉

### 原産地での消滅
カルメネールはヨーロッパ系ブドウ品種の中でも最古のもののひとつであり、他の有名な品種よりも古くから存在すると考えられている。中には「長い時間をかけて確立されたカベルネ・ソーヴィニヨンのクローン」であると考える者もいる。カルメネールという名前は、もともとはヴィドゥという品種の別名である可能性がある。ヴィドゥはボルドー固有のカベルネ・ソーヴィニヨンのクローンであり、かつてはボルドーで栽培される全ての黒ブドウの起源であると考えられていた品種である。さらに、カルメネールは、古代ローマにおいて賞賛され、その時代におけるボルドーの街の名前で知られていたビチュリカと同一視できるという示唆も存在している。この古代品種は、大プリニウスの著作によればイベリア半島原産であるということだが、実際は現在トスカーナでサンジョベーゼとのブレンドによく使われる品種がプレディカート・ディ・ビチュリカと呼ばれている。カルメネールはフランス・ボルドーのメドック原産と知られており、グラーヴにおいてもうどんこ病の被害が蔓延するまでは広く栽培されていた。現在においては、フランスではカルメネールはほぼ見られない。これは1867年のフィロキセラ禍によりヨーロッパのブドウ畑が壊滅的な状況となり（19世紀フランスのフィロキセラ禍）、カルメネールも大きな被害を受けたためであり、その後長きにわたりこの品種は絶滅したと思われていた。ブドウ畑を再建するときにも、ほぼ入手が不可能であり、栽培も他のボルドー系品種に比べ難しいカルメネールを再び植えることはなされなかった。この地域は、春に湿度が高く寒冷な気候であるため、花ぶるい（地域の気候がその品種のブドウにとってぎりぎりの気候条件で、寒冷かつ湿潤な気候であるとき、開花後の結実が阻害される現象）が発生しやすい。収量は多品種より少なく、健全な果実を収穫することも容易ではない。そのため生産者は、植え替えの際により多産で花ぶるいの影響を受けにくいブドウ品種を選ぶことになり、カルメネールは徐々に姿を消してきた。

### 再発見

#### チリ

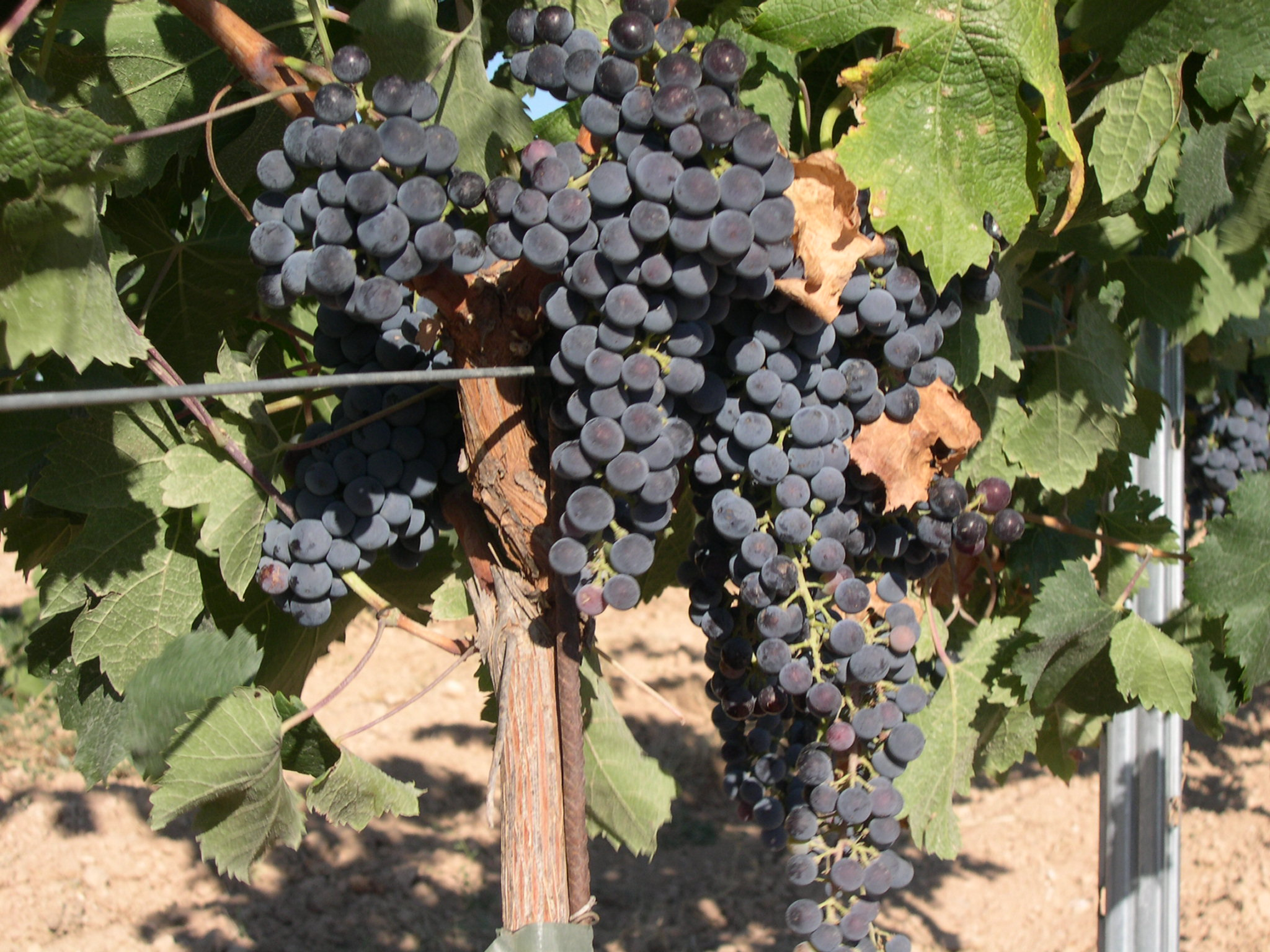
メルロー種のブドウ

絶滅したと思われるようになってからかなりの時間が経ち、近年になってカルメネールはフランス国外のいくつかの地域で生き残っていることが発見された。チリにおいては、150年にわたってメルローと間違えられる形で、たまたまこの品種が保存されていたのである。カルメネールの苗木は、19世紀にボルドーからチリに輸入されたが、その際にしばしばメルローと混同されることがあった。当時、チリの生産者はフランスのワイナリーをモデルにしており、1850年代にはボルドーからの苗木を導入し、サンティアゴ周辺の谷間の土地に植えられたが、この中にカルメネールが含まれていた。チリ中部はブドウの生育期における降雨が少なく、地理的に離れていることも相まって、カルメネールを栽培するうえで病害が少なくて済んだうえ、フィロキセラが広まることもなかった。20世紀の大半において、生産者は気づかずカルメネールをメルローと一緒に収穫・醸造しており、その割合は50%にも達すると考えられている。このため、チリの“メルロー”にはほかの地域とは異なる特徴がはっきりと見られていた。チリの生産者は、カルメネールをメルローのクローンだと考えていて、メルロー・セレクションやメルロー・ペウマル（チリのペウモ・ヴァレーに基づく名前）として知られていた。1994年、モンペリエ大学のワイン学者が「チリの早く熟すブドウ品種はボルドー原産のカルメネールであり、メルローではない」と発見した。チリの農務省は、1998年にカルメネールを独立した品種として公式に認めた。今日においては、カルメネールは主にコルチャグア・ヴァレー、ラペル・ヴァレー、マイポ県で生産されている。

#### イタリア
イタリアでもチリと同様なことが起こった。1990年、カデル・ボスコ・ワイナリーはフランスの育苗業者からカベルネ・フランと思われる苗木を購入した。しかし、生産者はそのブドウが従来のカベルネ・フランとは色も味も異なっているうえ、熟すのもカベルネ・フランにしては早すぎることに気付いた。他のイタリアのワイン生産地でも、このブドウの起源についての疑問が深まり、最終的にはカルメネールであったことが判明した。イタリアでは主に北東部のブレシアからフリウリにかけての地域でこの品種が栽培されてきたが、イタリアのワイン用ブドウ品種として公式に登録されたのはごく最近のことであり、それ故まだこの品種の使用を法的に定めた地域は無い。したがって、カルメネールという名前と収穫年を表記したワインを作ることはできないし、IGTやDOC、DOCGに認められたワインにカルメネールの名前を表記することもできない。カデル・ボスコ・ワイナリーでは、生産したワインを「カルメネーロ」と呼んでいた。2007年にはヴェネト州のDOCであるアルコレ、バニョーリ・ディ・ソプラ、コッリ・ベネディッティーネ・デル・パドヴァーノ、ガルダ、メルラーラ、モンテ・レッシーニ、レゼルヴァ・デル・ブレンタ・アンド・ヴィセンツァと、フリウリ＝ヴェネツィア・ジューリア州のDOCであるコリオとコリオ・ゴリツィアーノ、サルデーニャ島のアルゲーロでカルメネールの使用が認められた。2009年に出された省令により、トデヴィーゾ県の50のコムーネとヴェネツィア県の12のコムーネで作られるピアーヴェのDOCワインにもカルメネールが品種名をラベルに明記して使えるようになった。

#### その他地域
現在のフランスにおいては、カルメネールの栽培面積は数百エーカーしか存在しないが、ボルドーの生産者の中ではこの品種に新たに興味を持っている人もいるという話がある。 アメリカにおいては、ワシントン州東部のワラワラ・ヴァレーやカリフォルニアにおいて定着している。1980年代、カリフォルニア州レイク郡にあるゲノック・アンド・ラングトリー・ワイナリーの共同経営者であるカレン・モランダ・マグーンが、この品種を持ち込んだ。この取り組みは、ルイ・ピエール・プラディエという、フランスでカルメネールの絶滅を防ぐ活動を行っているフランスの科学者・醸造家との産学共同事業である。ブドウの樹はいったん隔離され、病気の保有がないか確認するカリフォルニアに導入するための認証を受けた。そして1990年台に苗木が植え付けられた。
オーストラリアにおいては、1990年台終わりに3本の苗木がチリから持ち込まれた。これはブドウ栽培の専門家として高名なリチャード・スマート博士の手によるものである。この苗木のうち1本だけが、2年間の隔離とウィルスを除去するための熱処理に耐えて生き残った。その後、ナロマインブドウ種苗場において、マイクロプロパゲーション（芽をそれぞれ栄養素を含むゲルで育成する手法）および畑での栽培がおこなわれた。ここで育苗されたカルメネールが最初に植え付けられたのは、2002年のアミエッタ・ヴィンヤード・アンド・ワイナリーでのことであった。このワイナリーはビクトリア州ジーロングのムアアブール・ヴァレーにあり、カルメネールはAngels' Share blendという銘柄に使われた。
ニュージーランドでも、量は少ないもののカルメネールが栽培されている。2006年には、DNA鑑定によりマタカナ地区でカベルネ・フランとして栽培されていたブドウが実はカルメネールであることが判明した。

## 栽培
カルメネールは、中庸からやや暖かい生育期間を長く取れる気候条件を好む。収穫期および冬季には、降雨が多かったり灌漑が過剰であったりすると生育に支障をきたす。とりわけ痩せた土壌では水の要求性が高まるため、この傾向が強い。この期間に過剰な給水があると、ブドウに草やピーマンのような香りが強まる。また、もともとこの品種は、十分に熟しタンニンが生成される前から、糖度が高くなりやすい。熱すぎる地域で栽培された場合、できあがるワインのアルコール度数は高くなり、バランスの悪いものとなる。メルローと比べると、芽吹きや開花は3～7日遅く、収量は少ない。カルメネールの葉は、落ちる前に赤く紅葉する。カルメネールからは、単一品種ワイン（ヴァラエタルワインとも呼ばれる）もブレンドワインも作られる。ブレンドの場合、カベルネ・ソーヴィニヨンやカベルネ・フラン、メルローとブレンドされることが一般的である。

## メルローとの区別
遺伝子調査によれば、カルメネールはメルローとは遠縁である可能性が高いが、形質の類似性のために何世紀にもわたってこの2つの品種は互いに関連していると考えられてきた。もっとも、似ているとはいえ、いくつか顕著な差異があり、ワイン学者は区別をつけることができた。若いうちのカルメネールの葉は下の方が赤みがかっており、対してメルローでは白っぽい。葉の形にも若干の差があり、メルローの方が葉の中心が長い。さらに、メルローの方がカルメネールよりも2～3週間早く熟す。そのため、もし両方の品種がブドウ畑に散在している場合、収穫時期がワインの出来を大きく左右する要素となる。カルメネールが完熟してから収穫すると、メルローは過熟してしまい、“ジャミー”なワインになる。メルローだけが熟した状態で収穫を行うと、カルメネールは主張の強すぎるピーマンのような香りになってしまう。
このように、メルローとカルメネールは差異があるにもかかわらず時として混同されてきたが、必ずしも同一の品種とは考えられていなかったのである。区別可能な違いがあるため、真に異なる品種だと同定される以前から、カルメネールは「メルロー・セレクション」や「メルロー・ペウマル（カルメネールが大量に栽培されていたサンティアゴ南部の谷に由来する）」と呼びわけられていた。

## 特徴
カルメネールは深い赤色で、赤い果実やベリー類、スパイスの香りがある。渋みはカベルネ・ソーヴィニヨンと比べ穏やかであり、ミディアムボディのワインになる。そのため、多くのワインが容易に魚料理と合わせることが可能である。ブレンド用に使われることが多数を占めるが、カルメネールの単一品種ワインを作っているワイナリーもあり、その場合は完熟したカルメネールで作るため、さくらんぼのようなフルーティな香りにスモークやスパイス、土のようなニュアンスのある、深い赤色のワインになる。ダークチョコレートやタバコ、革を思わせる味わいもある。若いうちに飲むのが良い。